# Drosophila mukteshwarensis
Drosophila mukteshwarensis är en tvåvingeart som beskrevs av Joshi, Fartyal och Singh 2005. Drosophila mukteshwarensis ingår i släktet Drosophila och familjen daggflugor.
Artens utbredningsområde är Indien.